# Région de Tanintharyi
Pour les articles homonymes, voir Tenasserim et Tanintharyi (ville).
La région de Tanintharyi (birman: တနင်္သာရီတိုင်းဒေသကြီး transcrit ta.nangsayi. tuing:) ou région de Tenasserim (thaï : ตะนาวศรี) est une subdivision (province) du sud de la Birmanie. Elle se trouve dans la péninsule Malaise, entre la mer d'Andaman à l'Ouest et la Thaïlande à l'Est. Au Nord, elle est frontalière de l'État Môn. Sa capitale est Tavoy (Dawei). L'autre ville importante est Mergui.

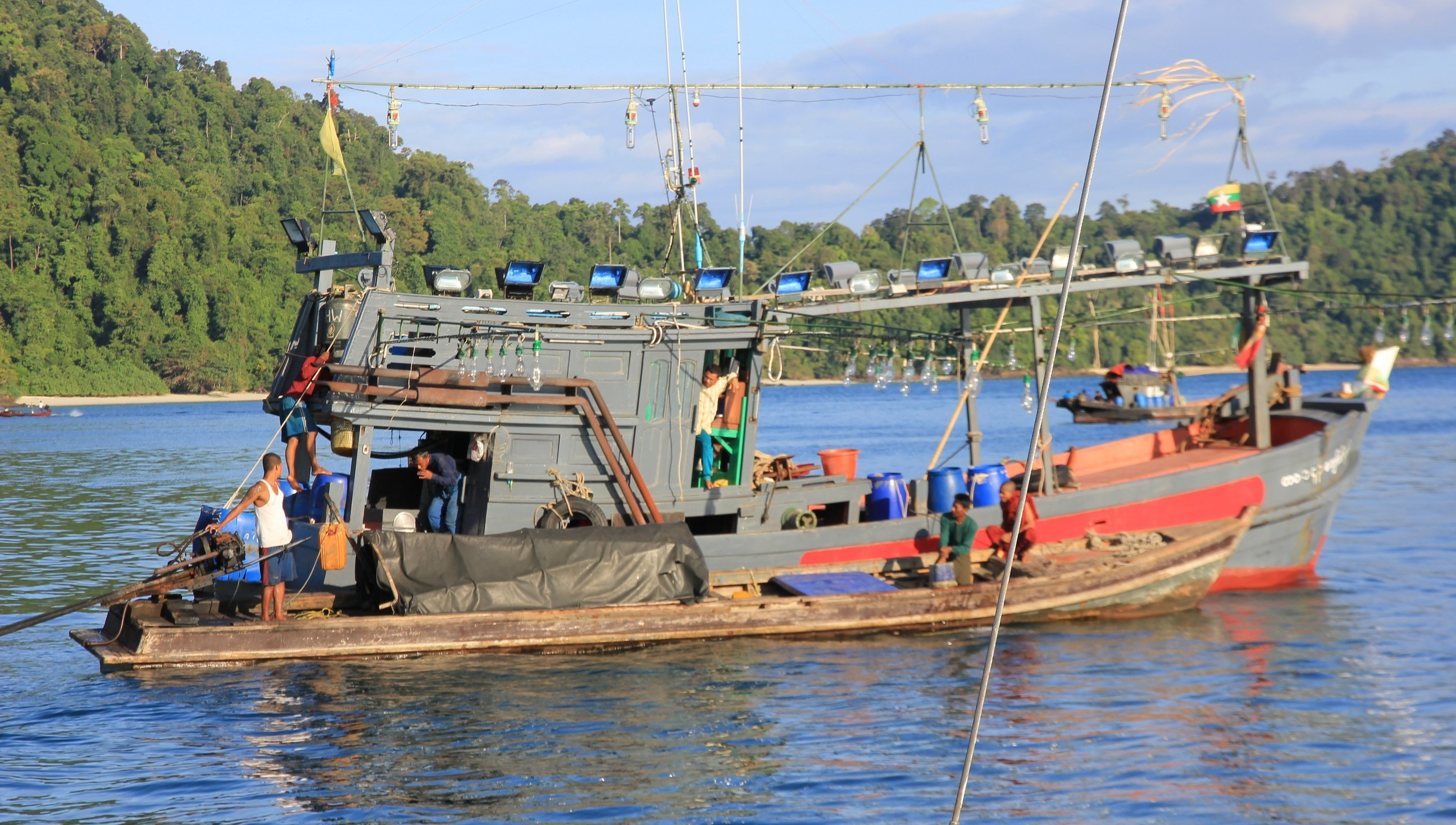
Un bateau de pêche dans l'archipel Mergui

Sa superficie est de 43 328 km2, pour une population de 1 537 000 habitants (917 628 au recensement de 1983). Elle compte trois districts : Amherst, Mergui et Tavoy. Le code ISO 3166-2 de la région est MM-05.
La population est majoritairement d'ethnie birmane, avec des groupes minoritaires arakanais, môns, shans, thaïs, karens, mokens et malais. Le bouddhisme est la religion principale, regroupant 90% de la population.

## Histoire
La région a longtemps appartenu aux royaumes thaïs de Sukhothaï et Ayutthaya. En 1759, elle fut conquise par Alaungpaya et passa sous le contrôle de la Birmanie. Les Thaïs tentèrent pour la dernière fois de la reprendre sous Rama Ier, en 1792. Les Britanniques s'en emparèrent à l'issue de la première guerre anglo-birmane (traité de Yandabo, 1826). Ils la considéraient comme un élément de négociation utile, aussi bien vis-à-vis de la Birmanie que de la Thaïlande, mais ne réussirent à en tirer profit ni diplomatiquement, ni économiquement.
En 1900, la Basse-Birmanie britannique fut scindée en quatre divisions, dont celle du Tenasserim, qui s'étendait alors de l'extrême sud du pays jusqu'à la hauteur de Taungû. À l'indépendance (en 1948), un État Karen fut d'abord créé en détachant le Nord-Est de la division, puis, en 1974, un État Môn en détachant son Nord-Ouest, y compris Moulmein, qui était alors sa capitale. Celle-ci fut transférée à Tavoy. En 1989, le nom de la division devint officiellement Tanintharyi.

## Divisions administratives

Districts de la région de Tanintharyi

La région de Tanintharyi comprend dix townships (parfois traduits par municipalités en français) et six subtownships, réparties sur quatre districts :
| 1. Township de Dawei (en) 2. Township de Launglon (en) 3. Township de Thayetchaung (en) 4. Township de Yebyu (en) | 1. Subtownship de Kaleinaung (en) 2. Subtownship de Myitta (en) |

| 1. Township de Kyunsu (en) 2. Township de Myeik (en) 3. Township de Palaw (en) 4. Township de Tanintharyi (en) | 1. Subtownship de Palauk |

| 1. Township de Bokpyin (en) | 1. Subtownship de Karathuri (en) 2. Subtownship de Pyigyimandaing (en) |

| 1. Township de Kawthoung (en) | 1. Subtownship de Khamaukgyi (en) |